# DDR-Meisterschaft im Straßenrennen der Frauen 1973
Die DDR-Meisterschaft im Straßenrennen der Frauen 1973 fand am 7. Juli in Magdeburg statt und wurde als Eintagesrennen ausgetragen.

## Strecke
Das Straßenradrennen führte über eine Distanz von 50 Kilometern über einen Stadtkurs von vier Runden in Magdeburg.

## Rennverlauf
32 Radrennfahrerinnen aus den Betriebssportgemeinschaften (BSG) waren am Start im Magdeburger Stadion der Freundschaft. Nicht mehr am Start war die Vorjahressiegerin Renate Damm, die ihre radsportliche Laufbahn beendet hatte. Heftiger Kantenwind erschwerte das Rennen von Beginn an. Sylvia Will fuhr mehrere Attacken, die das Feld weit auseinanderzogen. Lediglich Uta Spott konnte ihr folgen. Beide erreichten das Ziel auf der Aschenbahn im Stadion gemeinsam. Im Endsprint setzte sich Spott gegen Will knapp durch.

## Ergebnis
|     | Fahrer            | Verein                      | Zeit (h)        |
| --- | ----------------- | --------------------------- | --------------- |
| 01. | Uta Spott         | BSG Lokomotive Eilenburg    | 1:27:16         |
| 02. | Sylvia Will       | BSG Einheit Gera            | gl. Zeit        |
| 03. | Elisabeth Onißeit | BSG Motor Weimar            | + 3:09 Minuten  |
| 04. | Bärbel Olsohn     | BSG Turbine Gaswerke Berlin | + 6:57 Minuten  |
| 05. | Eves Gürschke     | Einheit Leipzig Ost         | + 7:02 Minuten  |
| 06. | Gudrun Hartmann   | BSG Turbine Gaswerke Berlin | + 10:33 Minuten |
| 0 … |                   |                             |                 |

## Weblink
- DDR-Meisterschaft der Frauen im Straßenradsport in der Datenbank von Radsportseiten.com